# اس‌اس ایروکوا
اس‌اس ایروکوا (به انگلیسی: SS Iroquois) یک کشتی بود که طول آن ۸۲ فوت (۲۵ متر) بود. این کشتی در سال ۱۹۰۰ ساخته شد.